# Чертков, Дмитрий Александрович
Дмитрий Александрович Чертков (1824—1872) — камер-юнкер, тарусский уездный предводитель дворянства, попечитель калужских богоугодных заведений.

## Биография
Родился 1 (13) февраля 1824 года в дворянской семье. Отец — штабс-капитан Александр Дмитриевич Чертков (1800—1858), его в Москве называли «денежным», ибо у него был дом в Денежном переулке; мать — княжна Софья Павловна Мещерская (1802—24.03.1879; Висбаден). Кроме него в семье родились: Юлия (1828—1864; в замужестве кн. Голицына), Любовь (1829—?), Василий (1832—1832), Андрей (1837—1857), Анна (1834—?; в замужестве Рохманова).
Воспитывался в Императорском Царскосельском лицее, откуда выпущен в июне 1841 года с правом на чин 9-го класса. В том же году, 25 сентября, поступил на службу вторым переводчиком в Московский главный архив Министерства иностранных дел. В следующем году он, сверх этой должности, был утверждён ещё членом комитета Московской детской больницы по письменной части. С 10 ноября 1843 года состоял на должности первого переводчика при Главном архиве. В следующем году, за ревностную службу и «особые труды по званию члена комитета Московской детской больницы» был произведён в коллежские асессоры. В мае 1845 года он был уволен от должности члена комитета Московской детской больницы и вскоре переведён в III экспедицию департамента внешних сношений министерства иностранных дел.
С 21 апреля 1847 года — камер-юнкер двора Е.И.В. С января 1850 года занимался в Санкт-Петербургском главном архиве Министерства иностранных дел. В октябре 1854 года был назначен попечителем Калужских богоугодных заведений, причем обязался жертвовать в пользу этих заведений по 300 рублей ежегодно и единовременно пожертвовал 700 рублей. Владел имениями в  Владимирской, Костромской и Московской губерниях (всего 7150 десятин земли и 1065 душ).
По словам графа М. Д. Бутурлина: 

Богач Чертков был неприятен и тяжел как педант в служебном отношении, но был образцовым мужем и отцом. Он жил в своем живописном тарусском имении Колосове при широкой по-заграничному обстановке, что зовется «роскошная жизнь»; все было у него «на широкую ногу», хоть бы завтра принимай царскую фамилию. Метрдотелем был итальянский славянин, присутствовали и столичные ватели, с их кулинарными ассистентами, кондитер и лакеи в штиблетах и ливреях, официанты во фраках и белых галстуках. Позже, в Петербурге, он жил, если не открыто, то прилично своему состоянию.
Умер 29 июня (11 июля) 1872  года. Похоронен в Донском монастыре.

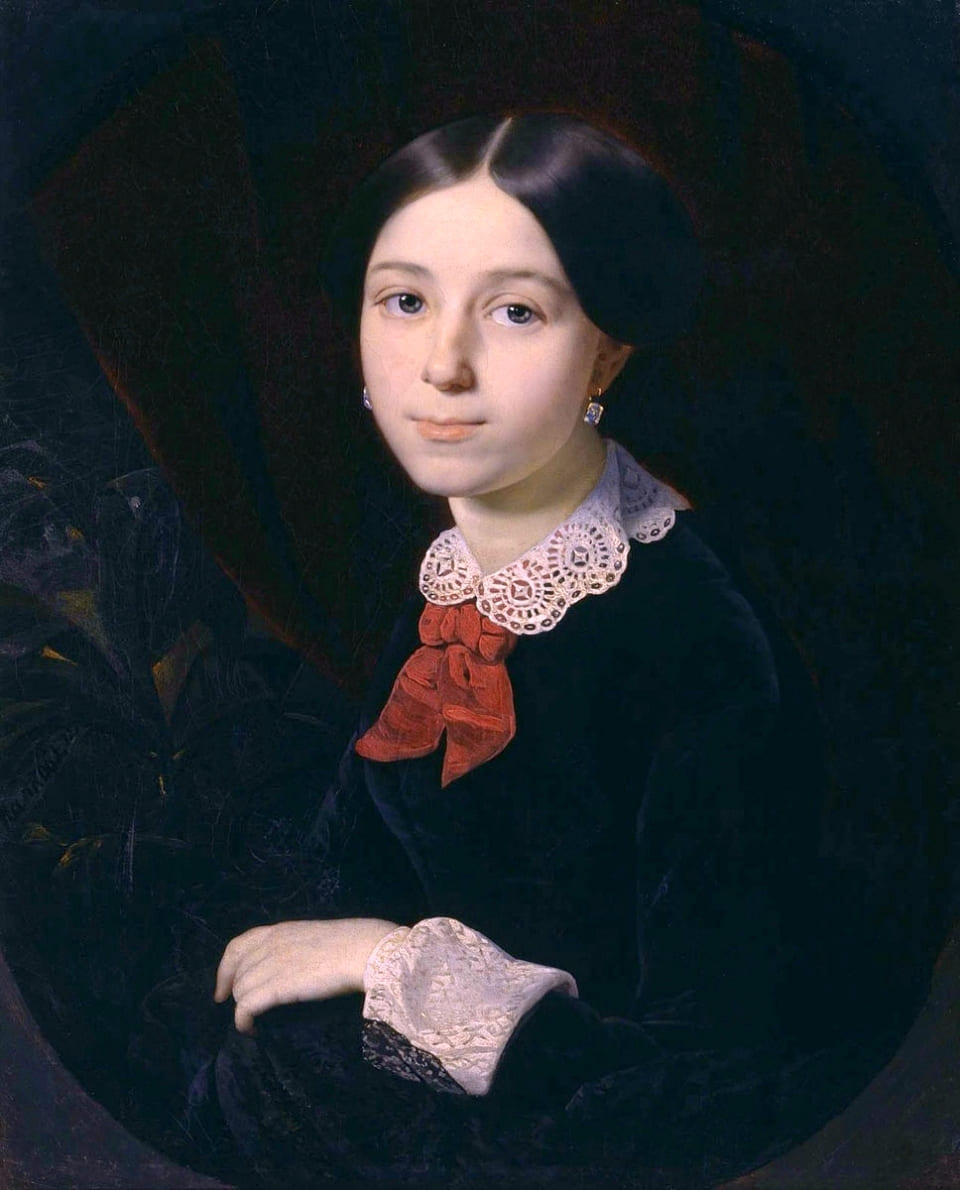
Любовь Александровна на портрете Я. Ф. Капкова (1852)

## Семья
Жена (с 29 апреля 1849 года) — Любовь Александровна Хрущова (1831—26.09.1903), младшая дочь из 14 детей московского богача  Александра Петровича Хрущева (1776—1842), владельца дома на Пречистенке. По словам современника, «грациозная и приветливая Любовь Александровна была олицетворением тех «владелец поместий», о которых мы читаем в иностранных романах, она как бы порхала между своими гостями, не минуя никого теплым и искреннем словом. Душевная чиста её и детская её способность забавляться тем, что казалось невыносимо скучным для пресыщенных бомондных львиц, отражались во всех её приемах и облегчали ей роль хозяйки». Состояла членом женского благотворительного общества Тарусы. Последние годы проживала в Швейцарии. Умерла от воспаления легких в Веве, похоронена там же на кладбище Ла Тур-де-Пей.
Дочь — Софья (1855—1930), в замужестве за Василием Фёдоровичем Вадковским (1853—1890).